# Anamorphus waltoni
Anamorphus waltoni là một loài bọ cánh cứng trong họ Endomychidae. Loài này được Blatchley miêu tả khoa học năm 1918.